# Buna (Kautschuk)
Buna war ursprünglich der am 11. Juli 1929 als Wortmarke geschützte Name eines 1926 bei I. G. Farben entwickelten Styrol-Butadien-Kautschuks und steht heute als Synonym für synthetischen Kautschuk allgemein.

## Geschichte bis 1945

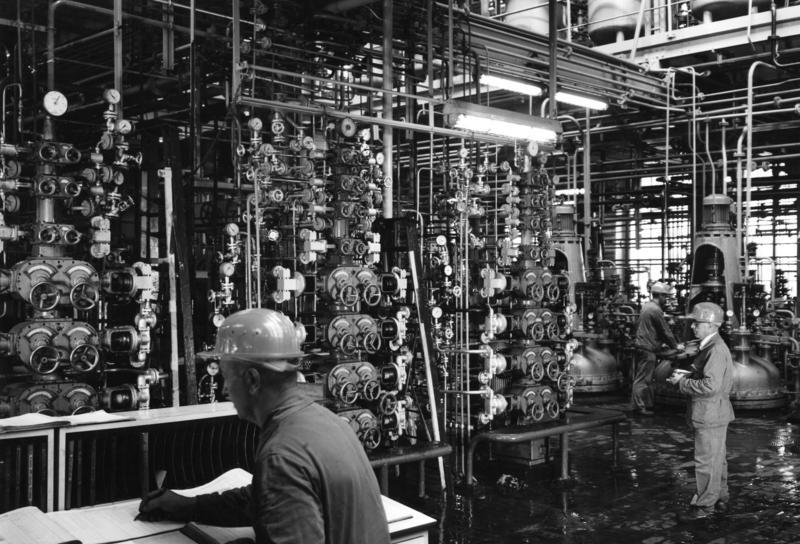
Herstellung von Synthesekautschuk bei Bayer

Der Styrol-Butadien-Kautschuk (SBR) wurde 1926 durch die deutschen Chemiker Walter Bock und Eduard Tschunkur bei der I.G.-Farbenindustrie im Werk Leverkusen entwickelt und am 15. Januar 1927 zum Patent angemeldet. Der Name „BuNa“ leitet sich aus den Synthese-Komponenten Butadien und Natrium ab. Natrium fungierte als Katalysator für die Polymerisation des Butadiens in Gegenwart von Styrol. Buna (-S) ist ein Copolymer aus 70 % Butadien und 30 % Styrol, Naturkautschuk ist ein Isopren-Polymer. Die Wortmarke wurde am 11. Juli 1929 für die I.G.-Farbenindustrie geschützt.
Im Herbst 1935 wurde auf dem Gebiet der Gemeinden Schkopau und Korbetha nördlich von Merseburg im heutigen Sachsen-Anhalt von der I.G. Farbenindustrie eine erste Produktionsstätte unter dem Namen „Buna-Werke“ Schkopau (später auch Chemische Werke Buna Schkopau) errichtet. Als Energiequelle diente die im Geiseltal abgebaute Braunkohle; die benachbarten Leunawerke am Rande der Stadt Leuna lieferten den notwendigen Wasserstoff. Die Massenproduktion erfolgte ab 1939. Das Verfahren wurde auch in Lizenz an die Chemischen Werke Hüls vergeben, einer 74-prozentigen Tochtergesellschaft der I.G. Farben, die zum Zwecke der Buna-Produktion 1938 in Marl gegründet worden war. Die Bergwerksgesellschaft Hibernia, welche die restlichen 26 Prozent der Anteile besaß, lieferte die notwendigen Rohstoffe. Auch hier war die Massenfertigung drei Jahre später in Betrieb.
Da das nationalsozialistische Regime die Unabhängigkeit von importierten Rohstoffen (hier Naturkautschuk) anstrebte, wurde Buna ab 1937 erstmals großtechnisch produziert. Ein dritter I.G.-Farben-Betrieb wurde Ende der dreißiger Jahre für Fürstenberg konzipiert, letztlich aber 1940 im Werk Ludwigshafen am Rhein realisiert.

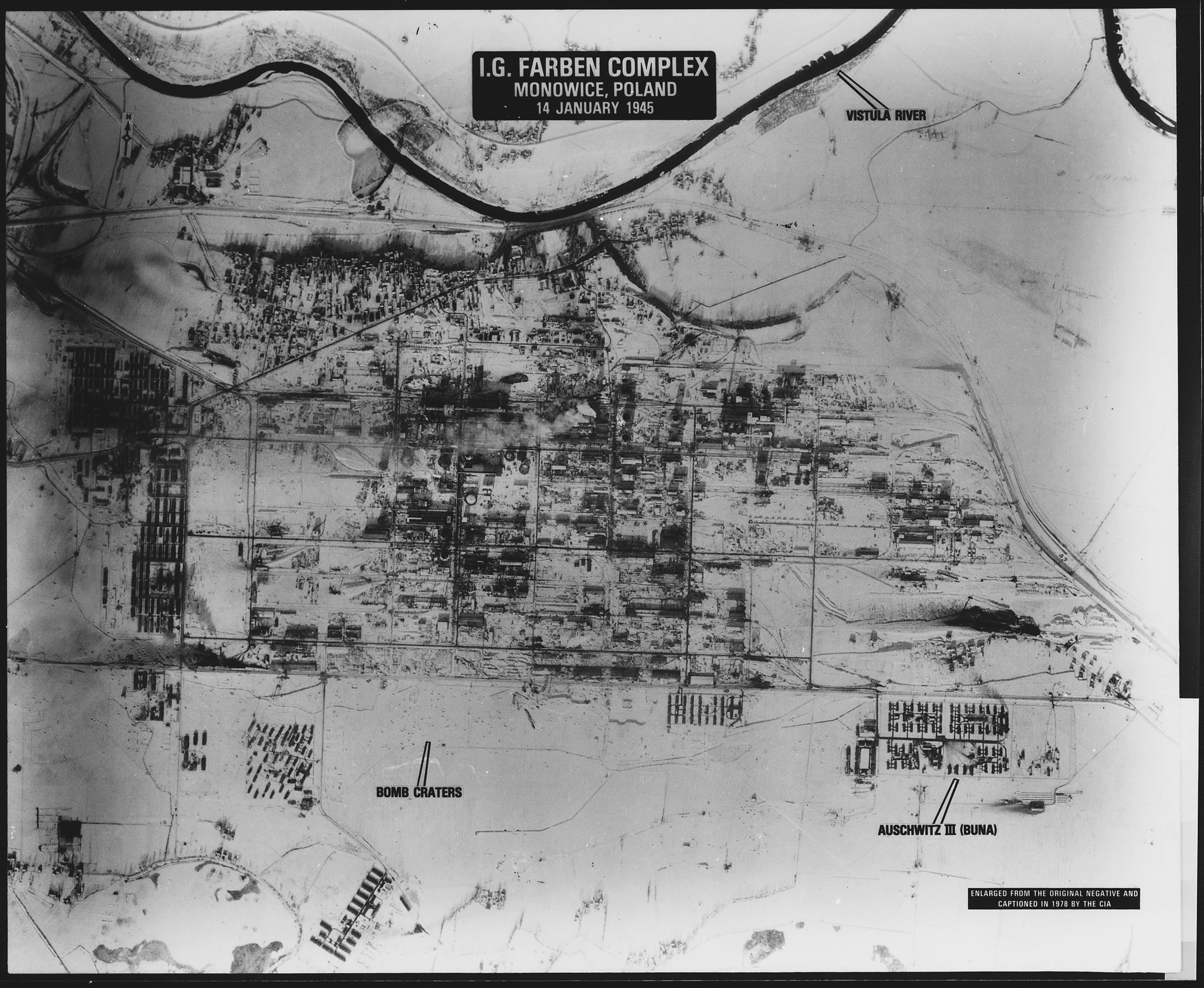
Luftbild des durch I.G.-Farben von Zwangsarbeitern erbaute Auschwitz III (Monowitz), 1945

Ab 1941 schließlich baute die I.G. Farben ein viertes und rund 20 Hektar großes Bunawerk beim Konzentrationslager Auschwitz III Monowitz. 40 % des Werks dienten der Treibstoff-, 60 % der Gummiherstellung. Für den Bau des Werkes IG Auschwitz wurden Zwangsarbeiter eingesetzt, von denen 20.000 bis 25.000 in diesem System der Vernichtung  starben. Die durchschnittliche Lebenserwartung eines Zwangsarbeiters beim Bau dieses Werkes betrug drei Monate. Das Arbeitslager zählte bis zu hunderttausend Häftlinge. Dieses Werk war 1944 die größte Baustelle Europas. In der zweiten Hälfte 1944 wurde es viermal von der U.S. Air Force bombardiert.
Für die USA bekam die synthetische Produktion von Kautschuk Bedeutung, nachdem Japan im Zweiten Weltkrieg die USA von ihrem wichtigsten Kautschuk-Lieferanten Malaysia abgeschnitten hatte. Die Nutzungsrechte für das deutsche Buna-Patent lag anfangs exklusiv bei der Standard Oil of New Jersey. Aufgrund eines Abkommens mit der I.G. Farben weigerte sich Standard Oil, das Buna-Patent für andere amerikanische Hersteller freizugeben. Eine Untersuchungskommission bezichtigte Standard Oil of New Jersey einer „fortgesetzten Verschwörung zugunsten Deutschlands“, und Harry S. Truman sprach auf einer Pressekonferenz sogar von „Verrat“. Der amerikanische Kongress verfügte daraufhin eine Annullierung der deutschen Exklusivitätsregelung zugunsten von Standard Oil of New Jersey.
Zu dieser Exklusivitätsregelung war es gekommen, weil das „Dritte Reich“ im Gegenzug den Antiklopftreibstoffzusatz Bleitetraäthyl von Standard Oil of New Jersey beziehen durfte und zudem Standard Oil of New Jersey an der Deutsch-Amerikanischen Petroleumgesellschaft beteiligt war.

### Bedeutung für die deutsche Kriegswirtschaft
| Jahr | Aufkommen insgesamt | davon synthetische Produktion | Prozent |
| 1939 | 99.000              | 22.000                        | 22      |
| 1940 | 57.000              | 40.000                        | 70      |
| 1941 | 96.000              | 69.000                        | 72      |
| 1942 | 123.000             | 98.000                        | 80      |
| 1943 | 124.000             | 117.000                       | 94      |
| 1944 | 104.000             | 104.000                       | 100     |

Bei der Aufrüstung der Wehrmacht stellte die Versorgung mit Gummi neben der Treibstoffproduktion einen großen Engpass dar. Im Gegensatz zu Erdöl war das Deutsche Reich bei der Gummiversorgung vollständig auf überseeische Einfuhren angewiesen, so dass schon frühzeitig enorme Mittel in die synthetische Kautschukproduktion investiert wurden. Vorbereitungen auf eine Kolonialwirtschaft, die Zugang zur natürlichen Kautschukgewinnung ermöglicht hätte, wurden angesichts der Kriegslage eingestellt. Gemäß dem Krauch-Plan sollte 1943 der Vorkriegsverbrauch von Gummi durch Eigenerzeugung abgedeckt sein, was mit den drei Bunawerken gelang. Eine für die moderne Kriegsführung unerlässliche Motorisierung der Wehrmacht konnte damit aber nicht erreicht werden. Dieser erhöhte kriegswirtschaftliche Bedarf sollte erst 1944 durch das vierte Bunawerk bei Auschwitz abgedeckt werden, das jedoch niemals seine Produktion aufnahm.
Die Herstellung von Kunstkautschuk war technisch problematisch. So benötigte man für die Produktion von Reifen immer noch eine geringe Menge Naturkautschuk, der unter größten Schwierigkeiten durch Blockadebrecher vom Verbündeten Japan herangeschafft werden musste. Des Weiteren war die Produktion äußerst energieintensiv. Für die Herstellung einer Tonne Buna wurden 40.000 Kilowattstunden Strom verbraucht, für synthetisches Benzin dagegen nur 3.000 kWh. Bei einer Nachbetrachtung zeigt sich, dass mit dem Gegenwert der immensen finanziellen Investitionen Naturkautschukvorräte in einer Größenordnung hätten angelegt werden können, die der Menge der Eigenproduktion von Buna während der Kriegsjahre entsprach. Dieser Kalkulation standen jedoch die Interessen des IG-Farbenkonzerns und die Autarkiepläne der NS-Führung entgegen.

## Geschichte nach 1945
Nach dem Zweiten Weltkrieg wurde die Produktion von der britischen Besatzungsverwaltung verboten, 1950 jedoch infolge des Koreakrieges wieder freigegeben.
Die Buna-Fabrik in Schkopau firmierte zu DDR-Zeiten unter VEB Chemische Werke Buna Schkopau. „Plaste und Elaste aus Schkopau“ stand an der Elbebrücke Vockerode der Transitautobahn A9 und warb  für die Produkte dieses Betriebes.

### Heutige Buna-Produktion
Die Trinseo Deutschland GmbH (ehem. Styron, aus Dow Chemical ausgegliedert) produziert ebenfalls in Schkopau synthetischen Kautschuk (Kaltpolymerisate) und vermarktet diesen u. a. unter dem Markennamen Buna SB.
Zwischenzeitlich gibt es verschiedene Buna-Typen, die von ARLANXEO für die Herstellung verschiedener Industrieprodukte wie Kabelummantelungen, Dichtungen, Schläuche, Förderbänder und Reifen angeboten werden.
Unter den Markennamen Perbunan N (früher Buna N) oder Europrene N werden Dichtungen, Schläuche und Gummihandschuhe aus Acrylnitril-Butadien-Kautschuk vertrieben.

## Sonstiges
Bis heute wird im Zusammenhang mit dem Chemiepark Marl, ehemals „Chemische Werke Hüls“ (CWH), von „Buna“ gesprochen, obwohl synthetischer Kautschuk dort nicht mehr hergestellt wird. 